# 朝座
1. 朝座（あさざ）は、法華八講（法華経8巻を8座に分けて通常4日かけて完了させる勤行）などで、朝夕2度おこなわれる法会のうち、朝におこなう読経や説教のこと。「朝課」（ちょうか）ということもある。それに対し、夕方おこなわれる法会のことを「夕座」（ゆうざ）または「晩課」（ばんか）という。
2. 朝座（ちょうざ）とは、古代日本の朝堂において天皇の臣下や官人に設けられていた席。
3. 2.より転じて、朝堂、朝廷。

本項では、2.について詳述する。
朝座（ちょうざ）は、天皇が聴政（諸臣から政治についての報告を聞くこと）をおこない、諸臣を謁見する場であり、また、その場における臣下の定められた席次のことをいう。朝座は朝堂内に設けられ、官人たちは官司（官庁および官人組織）ごとに着座する朝堂とそのなかでの席次が定められていた。

## 概要

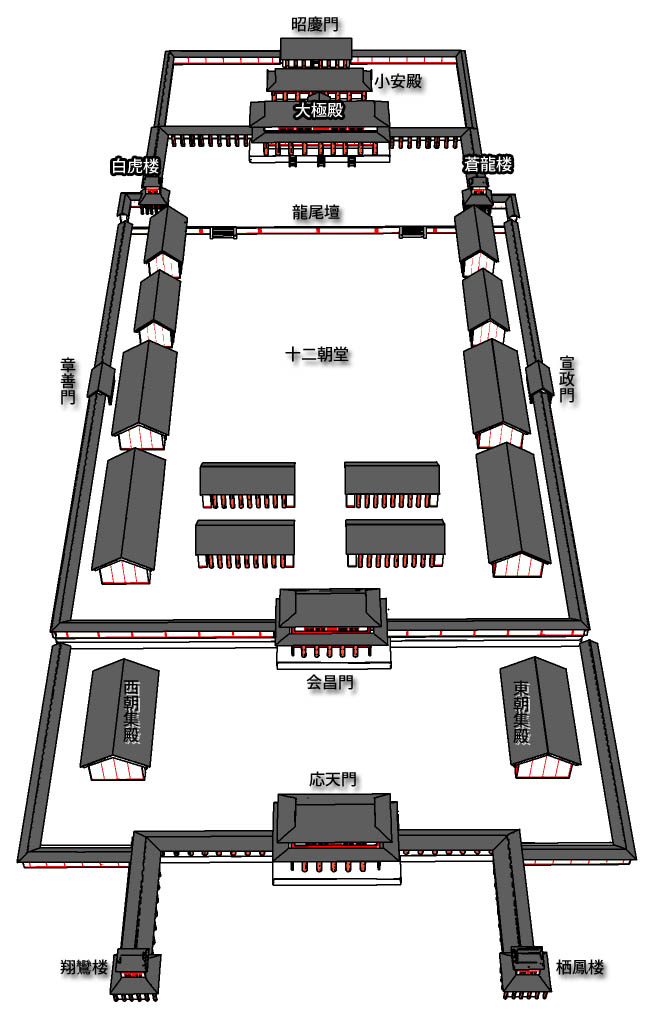
十二朝堂の並ぶ平安京朝堂院（再現図）

朝政や朝儀の場である朝堂には親王、太政官・八省およびその管下の官司・弾正台などの長官以下史生以上の官人が着座する「朝座」と呼称される席をもっていた。朝堂の殿舎は、818年（弘仁9年）の改称以前は、式部省の官人が着座する式部殿のように着座の官司名で呼称された。
『延喜式』（927年（延長5年）完成、967年（康保4年）施行）によれば、諸司（それぞれの役所）の五位以上の官人は、雨天のため朝庭がぬかるんでいる日や節日、霜月（旧11月）から如月（旧2月）にかけての寒冷な時期を除き、基本的には毎朝、自らの僚下の官人を率いて朝堂院において政務にあたることとなっていた。官人たちは、朝堂の朝座に就くと官司ごとに日常の政務を処理したが、これを「常政」といった。弁官による決済を必要とするときには弁官のもとへ行って報告した。これは「申政」といった。大臣に直接上申する場合は、その旨を弁官と外記に告げることとなっていた。また、左右大臣が朝座に就くと、諸司による申政と弁官による弁官申政がなされた。
官人たちは朝座において朝政をおこなったのちは、朝堂院外の曹司におもむいて「曹司政」（そうしのせい）をおこなうこととなっていたが、降雨の日や極寒日など朝堂での執務が停止された場合には、曹司に直接向かってそこで庶政にあたったものと考えられる。なお、遅刻して朝座で執務しなかった者には昇進への基礎的な条件となるべき上日（朝座上日）が原則として与えられず、曹司づとめとなった。
なお、すべての官司の官人が朝堂内に朝座をもっていたわけではなく、皇太子の家政をつかさどる春宮坊およびその管下の官司は、朝座をもたないことが当然視されていた。また、神祇官管下の官司や、八省被管の官司にも朝座をもたない官司が多く、とくに五衛府などの武官はいずれも朝座をもたなかった。その一方で、後述するように、朝座をもつには一見なじまない親王には朝座があたえられていた。
このように、神祇官や武官が朝座をもたないことは、日本における朝堂院の成立過程と、古代日本の祭事・政事の分離のあり方ないし武官制度の成り立ち方と深い関連があると推測されるが、詳細な経過は史料不足のため、まだよくわかっていない。
朝座は、基本的には個人に対し与えられるものであり、原則として共有されることはなかった。また、腰掛と茵（しとね）が支給され、そこに着座する官人の官位によって給される腰掛・茵の種類やつくり、色彩や材料などが細かく規定されていた（後述「支給された坐臥具」参照）。
818年（弘仁9年）、平安宮（大内裏）では朝堂各堂は、中国風の号が名づけられた。以下に、それぞれの殿舎につけられた号と着座の官司を示す。東側は、北から順に東一堂から東四堂まで南北方向に並び、そも南側には東西方向に2堂、つまり前面（北）に東五堂、背面（南）に東六堂という配置で、全体としては逆L字のかたちで並んでいた。なお、着座の官司は『延喜式』より再現したものである。
| 堂名   |  | 位置   | 着座の官司                     |
| ------ |  | ------ | ------------------------------ |
| 昌福堂 |  | 東一堂 | 太政大臣・左大臣・右大臣       |
| 含章堂 |  | 東二堂 | 大納言・中納言・参議           |
| 承光堂 |  | 東三堂 | 中務省・図書寮・陰陽寮         |
| 明礼堂 |  | 東四堂 | 治部省・雅楽寮・玄蕃寮・諸陵寮 |
| 暉章堂 |  | 東五堂 | 少納言・左弁官・右弁官         |
| 康楽堂 |  | 東六堂 | 主税寮・主計寮・民部省         |

西側も同様に、東側とは中軸に対し線対称となるよう、つまりL字形になるよう堂の殿舎が配置され、また、次のように着座の堂がきめられていた。
| 堂名   |  | 位置   | 着座の官司             |
| ------ |  | ------ | ---------------------- |
| 延休堂 |  | 西一堂 | 親王                   |
| 含嘉堂 |  | 西二堂 | 弾正台                 |
| 顕章堂 |  | 西三堂 | 刑部省・判事           |
| 延禄堂 |  | 西四堂 | 大蔵省・宮内省・正親司 |
| 修式堂 |  | 西五堂 | 式部省・兵部省         |
| 永寧堂 |  | 西六堂 | 大学寮                 |

なお、橋本義則は、平安宮において、弁官の朝座が太政官に属する東の昌福堂・含章堂から離れた東五堂の暉章堂にあることに着目しており、また、太政大臣・左右大臣の着座する東の昌福堂にたいし、正面から対峙するかたちで親王の朝座が西一堂として延休堂に設けられていることから、そこに皇親政治における伝統との関連を指摘している。また、809年（大同4年）正月11日の宣旨では、議政官ふくめ一般の官人は朝座に就かなければ上日が与えられなかった建前であったのに対し、親王に関してはその限りではなく、遅刻しても朝座上日が与えられる旨の特例が認められている。その面では、親王の朝政参加における形式化の進展がみられることも事実である。

## 支給された坐臥具

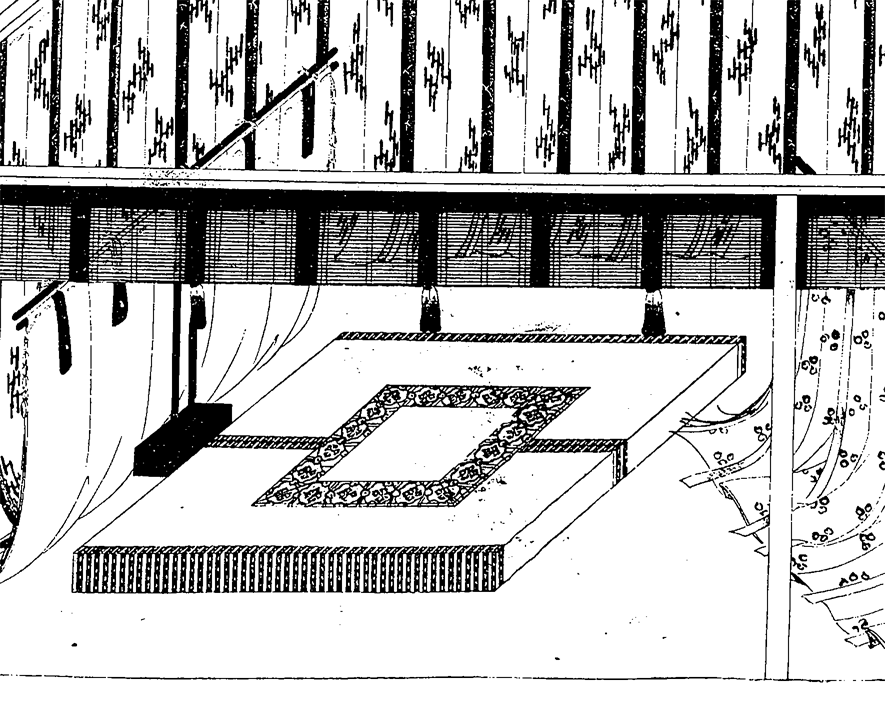
畳の中央に見えるのが茵
『旧儀装飾十六式図譜』（1903年）より

朝座に着座した官人に支給された腰掛は、倚子（いし）または床子（しょうじ）であった。
倚子は、方形に四脚付きで、座の左右には勾欄（こうらん）がつき、後部に鳥居に似たかたちの背もたれのついた腰掛（椅子）であった。それに対し、床子（床几）は四脚付きの小机のような形状をしており、上面が簀子（すのこ）となっており、背もたれがなかった。また、五位以上の床子には漆の塗装があったが、六位以下にはなかった。
茵（しとみ）は、畳の上に敷いた真綿の入った坐臥具で、その縁（ふち）の色や材質について、官位によりきびしい差が設けられた。以下は『延喜式』に定められた官位ごとに与えられた坐臥具の一覧である。
| 官位             |  | 腰掛       | 茵のつくり                     |
| ---------------- |  | ---------- | ------------------------------ |
| 親王・中納言以上 |  | 倚子       | 縁の色は黄、縁の材質は帛       |
| 三位以上         |  | 黒漆塗床子 | 縁の色は黄、縁の材質は帛       |
| 五位以上         |  | 黒漆塗床子 | 縁の色は黄、縁の材質は帛（布） |
| 六位以下主典以上 |  | 白木床子   | 縁の色は紺、縁の材質は布       |
| 史生             |  | 白木床子   | 縁なし                         |

だいたいにおいて、官位の高い者に支給された茵の縁は黄帛であり、下位者のそれは紺布であった。史生には縁そのものがなかった。また、茵の長さ、幅、厚さは以下のとおりであった。
| 官位             |  | 長さ                | 幅                 | 厚さ                |
| ---------------- |  | ------------------- | ------------------ | ------------------- |
| 親王・中納言以上 |  | 約60センチメートル  | 約54センチメートル | 約6センチメートル   |
| 三位以上         |  | 約60センチメートル  | 約45センチメートル | 約6センチメートル   |
| 四位以下史生以上 |  | 約120センチメートル | 約42センチメートル | 約4.5センチメートル |

上表では、四位以下史生以上の官人に支給された茵の長さのみ、三位以上（公卿）の茵の長さの2倍になっていることが目を引く。これは、四位以下の茵は、複数の官人に対して1枚与えられたという可能性が考えられる。

## 朝座をめぐる逸話
六国史の第二で、797年（延暦16年）成立の『続日本紀』宝亀6年（775年）条には、当時大納言であった藤原魚名（北家藤原房前五男）の朝座に野狐がすわっていたという記事がある。こののち魚名は氷上川継の乱に連坐して失脚している。